# Prva slovenska nogometna liga 2008-2009
La Prva slovenska nogometna liga 2008-2009 (in lingua italiana: Primo campionato calcistico sloveno 2008-2009), detta anche Prva liga Telekom Slovenije 2008-2009 per motivi di sponsorizzazione, abbreviata in 1. SNL 2008-2009, è stata la diciottesima edizione della massima serie del campionato di calcio sloveno, disputata tra il 19 luglio 2008 e il 23 maggio 2009 e conclusa con la vittoria del Maribor, al suo ottavo titolo.
Capocannoniere del torneo fu Etien Velikonja (Gorica), con 17 reti.
Nel ranking UEFA 2008-09, la 1. SNL si piazzò al 33º posto (32º nel quinquennale 2004-2009).

## Formula

### Novità
Il Livar retrocesse al termine della stagione precedente nella 2. Slovenska Nogometna Liga dopo solo una stagione in PrvaLiga, finendo ultimo con soli 17 punti. Il NK Drava Ptuj successivamente vinse lo spareggio salvezza-retrocessione contro il Bonifika, secondo nella 2. SNL.
Il NK Rudar Velenje, tornò in PrvaLiga dopo due stagioni d'assenza.

### Formula
Come nella stagione precedente le squadre partecipanti furono 10 e disputarono un doppio turno di andata e ritorno per un totale di 36 partite. L'ultima fu retrocessa mentre la penultima disputò uno spareggio con la seconda classificata della Druga slovenska nogometna liga per la permanenza in massima serie.
Le squadre qualificate alle coppe europee furono quattro: i campioni alla UEFA Champions League 2009-2010 mentre la seconda, la terza e la vincitrice della coppa nazionale alla UEFA Europa League 2009-2010.

## Squadre partecipanti
| Squadra     | Città       | Stadio              | Stagione 2007-08 | Stagione 2007-08 |
| Squadra     | Città       | Stadio              | Pos.             | Divisione        |
| ----------- | ----------- | ------------------- | ---------------- | ---------------- |
| Domžale     | Domžale     | Športni park        | 1°               | 1. SNL           |
| Luka Koper  | Capodistria | Stadio Bonifika     | 2°               | 1. SNL           |
| HIT Gorica  | Nova Gorica | Stadio Športni Park | 3°               | 1. SNL           |
| Maribor     | Maribor     | Stadion Ljudski vrt | 4°               | 1. SNL           |
| Interblock  | Lubiana     | Stadion ŽŠD         | 5°               | 1. SNL           |
| Primorje    | Aidussina   | Mestni stadion      | 6°               | 1. SNL           |
| Nafta       | Lendava     | Športni park        | 7º               | 1. SNL           |
| MIK CM      | Celje       | Arena Petrol        | 8°               | 1. SNL           |
| Labod Drava | Ptuj        | Mestni stadion      | 9º               | 1. SNL           |
| Rudar       | Velenje     | Stadio ob Jezeru    | 1°               | 2. SNL           |

## Classifica
|                     | Pos. | Squadra       | Pt | G  | V  | N  | P  | GF | GS | DR  |
| ------------------- | ---- | ------------- | -- | -- | -- | -- | -- | -- | -- | --- |
| Slovenia (bandiera) | 1.   | Maribor       | 63 | 36 | 17 | 12 | 7  | 62 | 44 | +18 |
|                     | 2.   | Gorica        | 56 | 36 | 17 | 5  | 14 | 60 | 55 | +15 |
|                     | 3.   | Rudar Velenje | 55 | 36 | 16 | 7  | 13 | 44 | 39 | +5  |
|                     | 4.   | Celje         | 53 | 36 | 15 | 8  | 13 | 48 | 39 | +9  |
|                     | 5.   | Domžale       | 50 | 36 | 12 | 14 | 10 | 44 | 40 | +4  |
|                     | 6.   | Interblock    | 47 | 36 | 13 | 8  | 15 | 52 | 51 | +1  |
|                     | 7.   | Nafta         | 43 | 36 | 11 | 10 | 15 | 36 | 52 | −16 |
|                     | 8.   | Koper         | 42 | 36 | 10 | 12 | 14 | 39 | 47 | −8  |
|                     | 9.   | Drava Ptuj    | 42 | 36 | 12 | 6  | 18 | 47 | 53 | −6  |
|                     | 10.  | Primorje      | 41 | 36 | 9  | 14 | 13 | 36 | 48 | −12 |
| Fonte: wildstat.com |      |               |    |    |    |    |    |    |    |     |

Legenda:
      Campione di Slovenia e qualificato alla UEFA Champions League 2009-2010
      Qualificato alla UEFA Europa League 2009-2010.
  Partecipa allo spareggio.
  Retrocesso direttamente.
      Retrocesso in 2. SNL 2009-2010.
      Escluso dal campionato.
Regolamento:
Tre punti a vittoria, uno a pareggio, zero a sconfitta.
In caso di arrivo di due o più squadre a pari punti, la graduatoria viene stilata secondo la classifica avulsa tra le squadre interessate (= scontri diretti).

### Spareggio
Il Drava Ptuj incontrò il Aluminij, secondo in 2. SNL 2008-2009, con gare di andata e ritorno. Ribaltò la sconfitta dell'andata e rimase in massima serie.
| Arbitro: | Damir Skomina |

|                                   |           |                   |
| Dugolin 22’ Šimenko 45’ Milec 73’ | Marcatori | 63’, 82’ da Silva |

| Arbitro: | Dragoslav Perić |

|                                                               |           |  |
| Kronaveter 16’, 27’, 74’ Zilić 31’, 58’ Čeh 68’ Drevenšek 80’ | Marcatori |  |

## Risultati
|                     | Mar  | Gor  | Rud  | Cel  | Dom  | Int  | Naf  | Kop  | Dra  | Pri  |
| ------------------- | ---- | ---- | ---- | ---- | ---- | ---- | ---- | ---- | ---- | ---- |
| Maribor             | –––– | 4–3  | 2–1  | 2–1  | 3–0  | 4–1  | 4–1  | 3–2  | 1–1  | 3–3  |
| Maribor             | –––– | 0–0  | 4–1  | 1–0  | 2–1  | 0–1  | 3–1  | 0–0  | 2–1  | 2–0  |
| Gorica              | 2–0  | –––– | 0–2  | 2–1  | 0–2  | 2–2  | 3–1  | 2–0  | 1–0  | 2–1  |
| Gorica              | 3–0  | –––– | 0–1  | 1–0  | 2–3  | 1–1  | 2–1  | 1–0  | 3–5  | 3–3  |
| Rudar               | 1–2  | 2–1  | –––– | 2–2  | 1–0  | 2–0  | 0–0  | 5–1  | 3–0  | 0–1  |
| Rudar               | 1–2  | 1–0  | –––– | 0–1  | 2–2  | 2–1  | 2–0  | 0–0  | 3–2  | 1–1  |
| Celje               | 3–3  | 3–2  | 2–0  | –––– | 0–0  | 0–0  | 2–1  | 2–1  | 1–0  | 2–2  |
| Celje               | 1–1  | 1–2  | 2–1  | –––– | 0–1  | 1–0  | 2–0  | 1–2  | 1–3  | 3–0  |
| Domžale             | 1–0  | 2–3  | 2–1  | 1–2  | –––– | 4–0  | 2–2  | 3–1  | 0–0  | 2–0  |
| Domžale             | 3–3  | 0–2  | 0–1  | 0–3  | –––– | 2–0  | 2–2  | 1–0  | 2–2  | 0–0  |
| Interblock          | 1–2  | 2–0  | 2–1  | 1–1  | 0–0  | –––– | 3–1  | 1–2  | 1–2  | 2–0  |
| Interblock          | 4–1  | 1–2  | 0–1  | 2–0  | 0–2  | –––– | 5–0  | 1–1  | 3–2  | 3–1  |
| Nafta               | 1–1  | 1–0  | 1–1  | 1–0  | 1–0  | 3–0  | –––– | 2–0  | 2–0  | 1–0  |
| Nafta               | 1–0  | 1–4  | 0–1  | 0–0  | 0–0  | 3–3  | –––– | 1–1  | 1–0  | 2–0  |
| Koper               | 1–1  | 1–3  | 1–1  | 1–0  | 1–1  | 1–4  | 1–1  | –––– | 3–1  | 1–1  |
| Koper               | 0–0  | 3–1  | 0–1  | 3–2  | 0–0  | 3–0  | 3–0  | –––– | 1–2  | 1–0  |
| Drava               | 0–4  | 5–1  | 0–1  | 0–2  | 3–0  | 1–2  | 1–0  | 2–1  | –––– | 1–1  |
| Drava               | 2–1  | 2–2  | 2–0  | 0–2  | 0–2  | 2–1  | 4–1  | 1–2  | –––– | 0–1  |
| Primorje            | 0–0  | 1–3  | 3–1  | 1–4  | 3–3  | 1–1  | 1–2  | 2–0  | 0–0  | –––– |
| Primorje            | 1–1  | 2–1  | 2–0  | 2–0  | 0–0  | 0–3  | 1–0  | 0–0  | 1–0  | –––– |
| Fonte: wildstat.com |      |      |      |      |      |      |      |      |      |      |

## Statistiche

### Classifica marcatori
| Pos.               | Giocatore       | Squadra       | Reti |
| ------------------ | --------------- | ------------- | ---- |
| 1                  | Etien Velikonja | Gorica        | 17   |
| 2                  | Marcos Tavares  | Maribor       | 15   |
| 3                  | Edin Junuzović  | Rudar Velenje | 13   |
| 3                  | Dario Zahora    | Interblock    | 13   |
| 5                  | Darijo Biščan   | Celje         | 11   |
| 5                  | Jože Benko      | Domžale       | 11   |
| 7                  | Dalibor Volaš   | Maribor       | 10   |
| 7                  | Milan Osterc    | Gorica        | 10   |
| 9                  | Nezbedin Selimi | Primorje      | 9    |
| 9                  | Josip Iličić    | Interblock    | 9    |
| Fonte: prvaliga.si |                 |               |      |